# 2,4,6-三溴苯酚
2,4,6-三溴苯酚（2,4,6-Tribromophenol；簡稱：TBP），屬芳香族化合物。白色針狀或棱狀晶體，具刺激性氣味。

## 性質
溶於吡啶、醇、乙醚、丙酮、丁酮、氯仿和甲苯等有機溶劑及氫氧化鈉溶液，微溶於水（59-61 mg/L）。

## 製備
加熱苯酚水溶液並滴加溴進行溴代反應。冷卻後過濾，濾餅加水稀釋後得到粗品。
後把粗品溶於70℃乙醇中，加上活性炭脫色。過濾後加入將等量的水與濾液混合，析出三溴苯酚針狀結晶。
但三溴苯酚可能繼續和溴反應，生成2,4,4,6-四溴-2,5-环己二烯酮。

## 用途
用作抗真菌劑、木材防腐劑，反應型阻燃劑和添加型阻燃劑，適用於環氧樹脂和聚氨酯等塑料。在醫藥工業中用於製備防腐劑和消毒劑。

## 外部連結
- （德文）Prof. Blumes Bildungsserver für Chemie: Zweitsubstitution von Phenol am Beispiel der Bromierung und Nitrierung（页面存档备份，存于）.